# Wilhelm Hermann Oluf Madsen

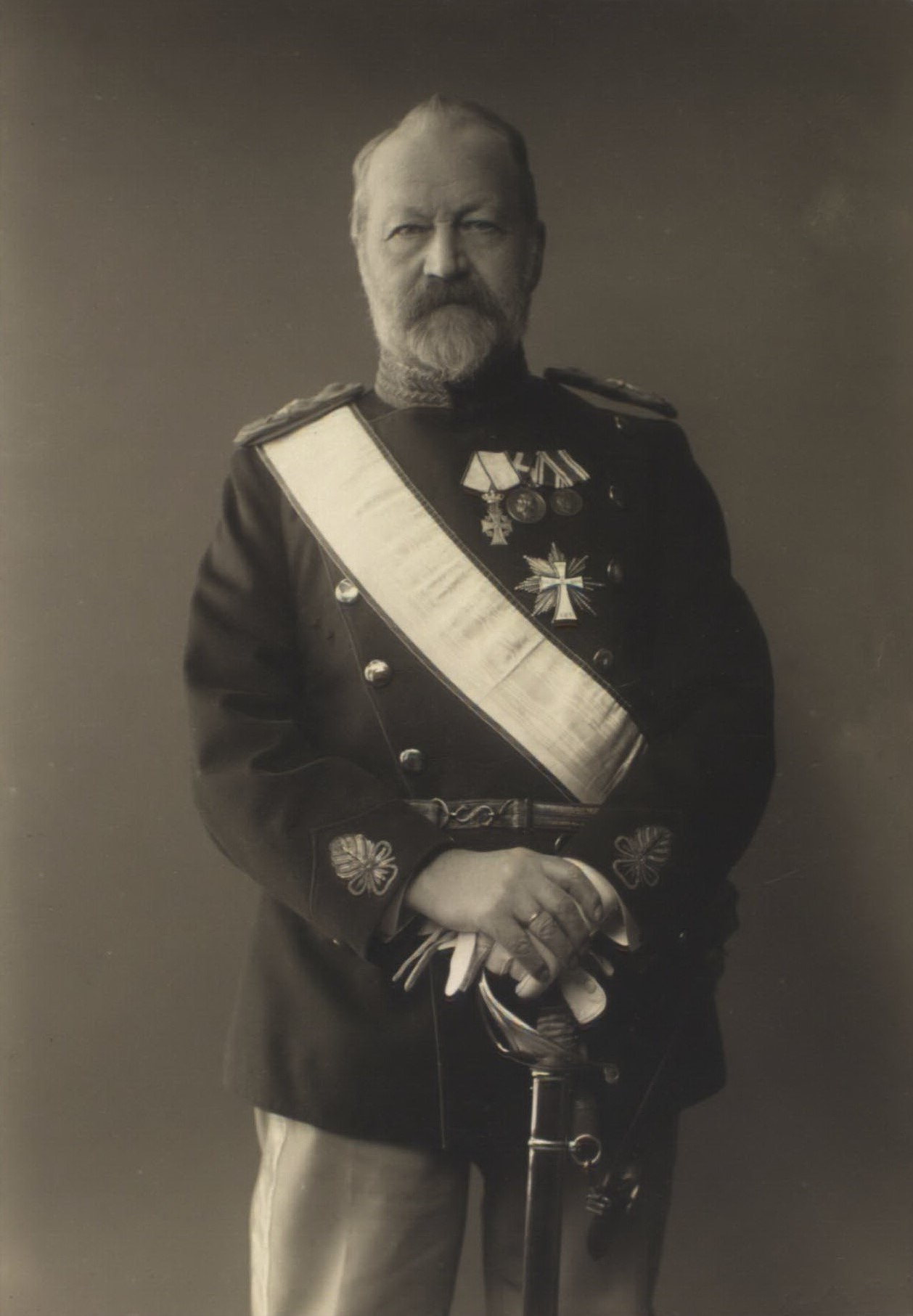
W.H.O. Madsen

Wilhelm Hermann Oluf (Vilhelm Herman Oluf) Madsen (* 11. April 1844 in Kopenhagen; † 14. Juni 1917 auf Frederiksberg) war ein dänischer Generalmajor, Kriegsminister und Militärtechniker.

## Familie und Herkunft
Madsens Vater war der spätere Kriegsassessor Jeppe Madsen (1812–1895), seine Mutter war dessen Gattin Johanne Kirstine, geb. Becker (1809–1881).
Am 23. Oktober 1868 heiratete Madsen in Gerslev Albertine Henriette Petersen (1838–1919), Tochter des Gemeindepfarrers Jens Christian Petersen (1800–1895) und dessen Gattin Marie Kirstine Petersen, geb. Jespersen (1814–1900). Der Arzt und Bakteriologe Thorvald Madsen war sein Sohn.

## Leben
Madsen kam 1859 auf die Landkadetakademi, die er 1861 abschloss. Noch im selben Jahre wurde Madsen Sekondeleutnant in der Infanterie und nahm als solcher am Deutsch-Dänischen Krieg 1864 teil. 1868 vollendete er seine Ausbildung an der Königlich Militärischen Hochschule und wurde im selben Jahre Premierleutnant in der Artillerie. Madsen verfügte über herausragende mathematische Fähigkeiten, so hatte er als Schüler der Königlich Militärischen Hochschule bei der Beantwortung einer von der Königlich Dänischen Akademie der Wissenschaften gestellten Frage seine große Eleganz bei der Behandlung geometrischer Anliegen und Sicherheit in weitläufigen mathematischen Berechnungen bewiesen. Bereits ab 1868 arbeitete er als Lehrer an der Offiziersschule.
Madsen war überzeugter Anhänger der Kopenhagener Landesbefestigung und initiierte mit seinem Schwager, dem Pastor Johannes Clausen im Sommer 1879 eine Unterschriftensammlung zugunsten des Festungsbaus. Der amtierende Kriegsminister Wolfgang von Haffner billigte den Plan und Madsen wurde Clausen als militärischer Ratgeber beigeordnet.
1879 folgte die Beförderung zum Kapitän, 1889 zum Oberstleutnant, 1895 zum Obersten und Direktor der technischen Dienste der Artillerie. Bis dato hatte er Dienst in der Feld- und Küstenartillerie sowie beim Artilleriestab getan und war von 1889 Stabschef des Artilleriegenerals. 1898 wurde er zum Chef der Festungsartillerie ernannt. 1900 wurde er zum Repräsentant der Kruppschen Fabriken in Dänemark ernannt, musste allerdings ein Jahr danach von diesem Posten zurücktreten, da er zum Kriegsminister in der Regierung Deuntzer ernannt wurde. Nach dem Ende dieses Kabinetts wurde der Posten des Kriegsministers mit dem des Marineministers zu dem des Verteidigungsministers zusammengelegt. Ab 1903 bis zu seinem Abschied vom Heer 1915, war Madsen Generalmajor.
Madsen war Folketingsabgeordneter für die Venstre.
Am 5. Februar 1908 wurde Madsen unter der Matrikel-Nr. 3255 als Mitglied in die Kaiserliche Leopoldinisch-Carolinische Deutsche Akademie der Naturforscher aufgenommen.

## Schriften
- Elementair Arithmetik og Algebra (1872)
- Analytisk Plangeometri (1875)
- Rationel Mekanik I–II (1882–1883)

## Auszeichnungen
- 1876: Ritterkreuz des Dannebrogordens[1]
- 1886: Dannebrogsmændenes hæderstegn[1]
- 1896: Komtur II. Klasse des Dannebrogordens[1]
- 1898: Fortjenstmedaljen in Gold[1]
- 1903: Komtur I. Klasse des Dannebrogordens[1]
- 1905: Großkreuz des Dannebrogordens[1]

## Endnoten
1. 1 2 3 4 5 6 7 8 9 10 11 12 13  Helge Larsen: W.H.O. Madsen. In: Svend Cedergreen Bech, Svend Dahl (Hrsg.): Dansk biografisk leksikon. Begründet von Carl Frederik Bricka, fortgesetzt von Povl Engelstoft. 3. Auflage. Band 9: Levi–Moltesen. Gyldendal, Kopenhagen 1981, ISBN 87-01-77452-2 (dänisch, biografiskleksikon.lex.dk).
2. ↑  gravsted.dk.

| Personendaten    | Personendaten                                               |
| ---------------- | ----------------------------------------------------------- |
| NAME             | Madsen, Wilhelm Hermann Oluf                                |
| ALTERNATIVNAMEN  | Madsen, Vilhelm Herman Oluf                                 |
| KURZBESCHREIBUNG | dänischer Generalmajor, Kriegsminister und Militärtechniker |
| GEBURTSDATUM     | 11. April 1844                                              |
| GEBURTSORT       | Kopenhagen                                                  |
| STERBEDATUM      | 14. Juni 1917                                               |
| STERBEORT        | Frederiksberg                                               |